# Cimetière du Centre de Gagny
Pour les articles homonymes, voir cimetière du Centre (homonymie).
Le Cimetière du Centre de Gagny est un des deux lieux de sépultures de la commune de Gagny en Seine-Saint-Denis, en France.

## Historique
Il a été agrandi après la seconde guerre mondiale, ce qui a permis la construction d'un carré militaire.

## Description
Il est situé au no 115, rue du Général-Leclerc.
On y trouve un Monument aux morts de la Seconde Guerre mondiale.

## Personnalités
- Général Georges Humann (1833-1908)[4] et son fils Paul[5].
- Pauline Gacogne, maîtresse de Frédéric Gérard, gérant du cabaret Au Lapin Agile, avec la mère de Frédéric[6],[7].
- Daniel Roger du Nord, son fils Édouard Roger du Nord et leur famille, Henriette Guillemont, Charles Roger et Marie Huddelston née Roger.
- Étienne François Xavier des Michels de Champorcin (1721-1807), évêque de Senez de 1771 à 1773 puis dernier évêque de Toul de 1773 à 1790 (restes dans la tombe de la famille Laugier-Villars).